# A Song for You
"A Song for You" là một bài hát được sáng tác và biểu diễn bởi ca sĩ/nhạc sĩ nhạc rock Leon Russell vào năm 1970 trong album 'Leon Russell'. Lời bài hát là lời cầu xin sự tha thứ từ một người tình đã chia ly, đây là một trong những bài hát nổi tiếng nhất của Russell.
Bản thu âm ca khúc này của Donny Hathaway vào năm 1971 được coi là một trong những bài hát để đời của ông, cho dù đó chỉ là một bản cover và không lọt vào bảng xếp hạng Billboard.
Một trong những phiên bản lọt vào bảng xếp hạng là bản của Andy Williams, đạt vị trí thứ 82 trên bảng xếp hạng Billboard Hot 100 vào năm 1971.
Diva lừng danh Whitney Houston đã cover bài hát này tại Welcome Home Heroes with Whitney Houston năm 1991 và màn trình diễn này đã xuất hiện trong album live đầu tiên của cô Whitney Houston Live: Her Greatest Performances. Bài hát cũng xuất hiện trong album phòng thu thứ 7 của cô mang tên I Look to You. Ca khúc cũng được cô biểu diễn trong suốt tour diễn Nothing But Love World Tour năm 2010

## Bản của Herbie Hancock và Christina Aguilera
Phiên bản này được thể hiện bởi Herbie Hancock cùng ca sĩ/nhạc sĩ người Mỹ Christina Aguilera. Nó được phát hành vào tháng 8 năm 2005, trích từ album phòng thu thứ 45 của Hancocks - Possibilities, bài hát được trình bày theo phong cách cổ điển. Aguilera và Hancock được đề cử một giải Grammy cho hạng mục "Hợp tác thu âm Pop xuất sắc nhất" nhờ ca khúc này.